# 황문수 (장기 기사)
황문수(黃文秀, 1962년 10월 2일 ~ )는 대한민국 프로 장기 기사이다. 브레인TV를 통해 장기 강좌 방송 프로그램인 《프로의 한수》 강의 프로그램을 진행하였다. 그의 풍부한 장기 포진 지식으로 인해, 별명으로는 "포진의 황제", "장기학 교수" 등이 있다.

## 약력
서울특별시 왕십리 출신이다.
- 1988년 6월 프로 입단
- 1990년 제1회 장기왕좌전(명인전) 우승
- 1991년 제2회 장기왕좌전(명인전) 우승
- 1993년 제8회 천석배 우승
- 2003년 제13회 명인전 우승, 2.3기 대한홍삼배 엠게임 프로리그 준우승, 제2회 제주도지사배 전문기사부 우승
- 2004년 제4회 KBS 장기왕전 우승
- 2005년 제14회 명인전 우승, 제5회 KBS 장기왕전 준우승
- 2007년 제15회 명인전 준우승
- 2008년 진안홍삼배 전문기사부 우승
- 2009년 제3회 한게임 장기 챔피언스리그 준우승

## 저서
- 황문수, 《5·6·7수로 이기는 수 - 장기 부동수 묘수풀이 1권》, 서림문화사(2005), ISBN 8971864966
- 황문수, 《8·9·10수로 이기는 수 - 장기 부동수 묘수풀이 2권》, 서림문화사(2005), ISBN 8971864974